# Justyn Skowron
Justyn Skowron – doktor habilitowany, archeolog i Wojewódzki Konserwator Zabytków województwa łódzkiego (2016–2017).

## Życiorys
W 1977 uzyskał tytuł magistra w Katedrze Archeologii Uniwersytetu Łódzkiego na podstawie pracy pt. „Osady z okresu rzymskiego na Pomorzu, w Południowej Skandynawii i Jutlandii. Studium porównawcze” pod kierunkiem Jerzego Kmiecińskiego. W latach 1977–1981 był asystentem w Muzeum Archeologicznym i Etnograficznym w Łodzi. Następnie w latach 1982–1984 pracował jako specjalista w Państwowym Przedsiębiorstwie Pracownie Konserwacji Zabytków Oddział w Łodzi. W latach 1986–2008 był kustoszem w Muzeum Miasta Zgierza, jednocześnie od 1997 prowadzi firmę zajmującą się badaniami archeologicznymi i konserwacją zabytków –„Przedsiębiorstwo Archeologiczno–Konserwatorskie „Kairos”. W 2004 obronił pracę doktorską pt. „Kultura przeworska w rejonie środkowej i dolnej Bzury. Studia z dziejów osadnictwa” na Wydziale Historycznym Uniwersytetu im. Adama Mickiewicza w Poznaniu pod kierunkiem Tadeusza Makiewicza. W 2017 obronił pracę habilitacyjną pt. „Osady ludności kultury przeworskiej w Polsce Środkowej od młodszego okresu przedrzymskiego do okresu wędrówek ludów – przemiany kulturowe i społeczno-gospodarcze” także na Uniwersytecie Adama Mickiewicza. Od 4 listopada 2016 do 18 kwietnia 2017 był Wojewódzkim Konserwatorem Zabytków województwa Łódzkiego.

## Odznaczenia
- Złoty Medal „Opiekun Miejsc Pamięci Narodowej”[3]